# Kwadrat z Anatolii
Kwadrat z Anatolii, również Kodrat (zm. ok. 304) – biskup w Anatolii, święty i męczennik chrześcijański w czasach prześladowania chrześcijan za rządów Dioklecjana (284-305).
Śmierć miał ponieść razem z 42 towarzyszami, m.in. Emanuelem, Sabinem i Teodozjuszem.
Jego wspomnienie liturgiczne w Kościele katolickim obchodzone jest 26 marca za Martyrologium Rzymskim.